# نوجة دة درق
نوجة دة درق هي قرية في مقاطعة مرند، إيران. عدد سكان هذه القرية هو 97 في سنة 2006.